# 玻璃心 (黄明志歌曲)
玻璃心，是2021年马来西亚饒舌歌手黄明志及澳洲籍馬來西亞華人歌手陳芳語的单曲，收录于《鬼才做音樂》（英語：Ghosician）专辑当中。歌詞內容以調侃政治，並因侮辱“小粉红”及中国政治狀況的意味而为人广知。歌曲發佈後在YouTube上迅速走紅，不足一星期就突破一千萬觀看人數，並在台灣、香港、马来西亚、新加坡等地熱門排行榜上名列第一，在澳洲、紐西蘭和加拿大也位居發燒前十，而因為歌詞觸碰中國政治紅線，中國內地的影音平台上黃明志和陳芳語两人的作品被全面下架、禁播，兩人在微博的帳號也被封禁，據黃明志表示「被封禁（的過程）也是創作的一部份」，其實是當初就規劃想完成的效果，幸好後來對方都有照他設計的進行表演，使得作品能順利呈現。

## 製作
歌曲全長3分58秒，歌曲以E大調的拍構成，速度為每分鐘94拍。黄明志形容這是首關於「愛」的歌曲，他与陈芳语一同演繹」愛情的細膩情感」，黄明志提到是受陈芳语团队之邀才开始「量身订做」进行构思，花了几个月的时间打磨。
歌詞圍繞在情侶間的相處上，包含情侶溝通時會用的說話：「你說我（屬於你），別逃避（快回家裏），一點都不能少都讓你贏（不講道理）」，不過這很明顯是成中華人民共和國政府對臺灣主權及南海主權的態度，「在那邊氣噗噗就罵我的媽咪」，可以解成中國大陸網民罵人時常用的NMSL（你媽死了），黃明志和陳芳語兩人在當中亦唱道：「你說你很努力，不換肩走了十里」，這句歌詞亦被廣泛認為是在影射早年接受采访时曾宣稱自己「扛200斤麥子走十里山路不換肩」的中共中央總書記习近平。歌词唱道：「不明白，到底辱了你哪里，总觉得世界与你为敌……要我跪下去，Sorry我不可以」，嘲諷現今的“辱华”定义被中国网民无限扩大化。
除此之外也有一部分被網民視為諷刺“小粉紅”在網上展開輿論戰的歌詞：「說的話，你從來都不想聽，卻又滔滔不絕出征反擊」，以及有一句「要聽話，別再攀岩爬牆壁，爺爺知道了又要懷念你」，暗示小粉紅翻牆訪問被防火長城封鎖的外國社交網站出征去罵別人，其中MV畫面也有熊貓舉著標有NMSL旗幟的畫面。而其他歌詞亦有意提到了中國大陸的政治爭議議題，例如新疆再教育營、香港蘋果日報及台灣菠蘿争议。

## 演唱
2022年6月，陳芳語受邀出席哥本哈根民主高峰會，獻唱玻璃心及新歌《Who Says》，成為第一位登上哥本哈根民主高峰會的歌手。

## 音樂錄影帶
音樂錄影帶於台灣宜蘭縣的「兔子迷宮礁溪浴場」拍攝。開頭熊貓扮演者玩耍的場景取景自浴場的哈比村，陳芳語在裏面唱歌的粉紅球池同為浴場設施的一部分。兩者都開放給到訪者參觀。  
影片於2021年10月15日上傳到YouTube、微博和Bilibili等平台，但後兩者已無法搜尋到相關歌曲。影片在YouTube發布6天後觀看人數突破1000萬，並衝上全球點閱排行榜第14名，是榜上唯一的中文歌，它登上各地YouTube榜，其中台灣、香港、新加坡、馬來西亞勇奪冠軍、澳洲拿下第2名、印度和澳门第3名、紐西蘭第4名、韩国第5名、美国第6名、在加拿大第7名、在泰国第8名、在越南第10名、在英國排名第23名，在日本則是第29名。發行14日後，突破2000萬流量。2022年6月，流量突破5000萬人次。

## 評價與爭議
时事评论员文昭在其网络节目《文昭谈古论今》指玻璃心唱出了华人的心声，值得其他藝人仿效，讓人更為釋放压力。他表示，歌曲爆红的原因是因为音乐录影带令人耳目一新。他还称玻璃心的爆紅说明表达「真实情感的讽刺创作」能夠佔據一定市場。
網紅律師呂秋遠在臉書指出玻璃心创出音樂諷刺政治的新高度。他说道：「你可以說他辱華，但是別忘了，通常是人必自辱，而後人辱之。」他補充，玻璃心中虽然提及了许多敏感课题，但聽起來就像是一首情歌。他認為這正是「音樂偉大的地方」，強調音樂和政治不可分割。他對此解釋道，許多台灣藝人會因為中國大陸的市場，而在創作或言行違背內心想法，討好當地人民。他認為，黃明志等非兩岸人民更能自由地創作，这才是真正喜歡創作及音樂的知音。呂秋遠最後總結道，玻璃心很好表達出被北京政府「欺負」的台灣人內心所想。
台湾劳工阵线秘书长孙友联认为玻璃心“以轻松的方式，传达出中国境外的人不小心就辱华，也不知为什么辱华就被出征的心境”“让外界更了解中国极权专制的状态”。國立臺灣師範大學台湾语文学系副教授庄佳颖表示，《玻璃心》背後有着明確的訊息，即反對“小粉紅”在文化消費上推動民族主義，以辱華為由「集體霸凌」各地的文化創作者。銘傳大學新闻学系主任孔令信說道，玻璃心在中國大陸被禁正好說明當地政府是「玻璃心」，不能接受直白的諷刺。
與之相反，這首歌曲在中國大陆網民圈子中普遍並不討好，一些中國大陸網民因這首歌曲而認為陳芳語支持台獨，亦有中國大陸網民嘲諷她以後沒機會在中国大陆赚钱。《环球时报》形容玻璃心「被认为是侮辱中国人民的歌曲」。臺灣電子佈告欄批踢踢上亦有網民重提陳芳語在2018年為了参加中國大陆節目《創造101》，而拒絕參與原在台灣談妥的活動一事，以此質疑她只是「舔共」不成後，以台獨重新包裝自己。陳芳語對此回應道，當時《創造101》的節目組向她的經紀公司施壓，要求她即使回台灣處理簽證，也不能作公開活動。而自己本身有意去參與台灣那邊的活動。2021年10月27日的国台办记者发布会上，有记者询问发言人马晓光如何看待此歌，马晓光回应称“对这首歌曲不熟，没有时间去听”，接着又轉而谴责民进党“制造反中民粹情绪”的指控。

### 審查與封殺
黃明志在2021年8月已因在微博上嘲諷中國大陸的政治狀況而被封禁；他之後為了玻璃心而另行註冊一個帳號，它在一天內也被封。陳芳語的微博帳號同受到同樣對待。連同《玻璃心》在內，QQ音乐、网易云音乐、酷我音乐、腾讯视频等中國大陸影音平台以及Apple Music的中国大陆区都已經下架兩人的所有作品。在2021年10月16日，抖音和百度贴吧已刪除與黃明志有關的所有內容，陳芳語則還有一些內容能夠找到。ViuTV母公司電訊盈科旗下的MOOV在2021年10月25日将此歌下架。

### 創作者回应
黄明志在其脸书发帖称「说者无意，听者有心，这就明明只是一首情侣之间打情骂俏的歌曲而已，表示这支筹备了很久的MV有很多值得注意的细节，只要一直按暂停就会有惊喜。」陈芳语则亲自录影玻璃心清唱改词版回呛微博賬號封禁的事宜。
2022年7月2日，黄明志与陈芳语的合作歌曲玻璃心入围「第33届金曲奖」，但无缘获得年度歌曲奖后，黄明志在Facebook上晒出原本写好的得奖感言：
這首玻璃心其實是一首情歌。相信大家都聽得出來，相信金曲的評審也聽得出來。
這也是我的作品裡面少數可以紅到除了亞洲各國和華人地區以外，就連歐洲，美洲，甚至中南美洲都有很多人在關注的一首歌。但唯獨有一個國家聽不到，也看不到。

有很多人問我，你寫了這首情歌，現在被某個國家禁了，你覺得值不值得？我認為，被禁的不是我，不是陳芳語，也不是玻璃心。真正被『禁』的，是那些不能自由地上網，自由地聽歌，看戲，看新聞，自由地發表自己的意見，甚至自由出門的人們。
2024年8月24日，黃明志发文揭露他在4月收到從柬埔寨的威胁來電，对方要求他下架《龍的傳人》及《玻璃心》两首歌曲不果后，导致在中國有接一些工作的合作伙伴遭到恐嚇和威脅，以致不敢再合作，进而影响其《大飞机世界巡回演唱会》接下來的15站巡演都被迫取消。9月10日，黃明志再度召開記者會，除了宣布其《大飞机世界巡回演唱会》再度重新出發外，也說明自2023年4月在台北小巨蛋展開第一場巡迴演出後，巡演如何被中國打壓。同年中华人民共和国国庆节，黄明志发文宣布《玻璃心》在YouTube點閱率正式突破7300萬大關，并幽默表示「不要問我為什麼要特地在今天Share多一次這首歌，完完全全沒有任何其他的意思」，也提及《龍的傳人》在YouTube快突破了1100萬。

## 榜單成績
| 週榜單（2021年）            | 最高位置 |
| --------------------------- | -------- |
| 香港（KKBOX華語單曲）       | 1        |
| 馬來西亞（KKBOX華語單曲）   | 1        |
| 台灣（HITO中文排行榜）      | 1        |
| 臺灣（KKBOX華語單曲）       | 1        |
| 新加坡（KKBOX華語單曲）     | 1        |
| 新加坡（YES 933醉心龙虎榜） | 1        |

## 獎項
| 年份 | 頒獎典禮                     | 獎項             | 結果 |
| ---- | ---------------------------- | ---------------- | ---- |
| 2021 | Google Youtube台灣年度排行榜 | 熱門音樂影片Top7 | 獲獎 |
| 2022 | 第7屆新加坡薰衣草音樂獎      | 最受歡迎歌曲獎   | 提名 |
| 2022 | 2022 Hito流行音樂獎          | Hito對唱歌曲     | 獲獎 |
| 2022 | 第33屆金曲獎                 | 年度歌曲獎       | 提名 |
| 2022 | 第4屆走鐘獎                  | 最佳MV獎         | 獲獎 |
| 2022 | 第25屆中華音樂人交流協會     | 年度十大單曲     | 獲獎 |